# Mikhail Gorbatjov
Mikhail Sergejevitj Gorbatjov (russisk: Михаи́л Серге́евич Горбачёв, af Горба́ч = pukkelhval, tr. Mikhaíl Sergéevitj Gorbatjov; født 2. marts 1931 i Privolnoje, Severo-Kavkasskij kraj, død 30. august 2022 i Moskva) var Sovjetunionens sidste leder, fra 1985 til 1991, heraf generalsekretær for SUKP fra 10. marts 1985 til 24. august 1991. Han blev født i landbrugsområdet Stavropol i det nordlige Kaukasus og studerede jura i Moskva, hvor han giftede sig med Raisa Maksimovna Titorenko (1932-1999) i 1956. Parret vendte tilbage til Stavropol kraj, hvor Gorbatjov nåede til tops i den lokale partiorganisation. I 1970 blev han førstesekretær i SUKPs regionale partikomité i Stavropol kraj, og i 1974 blev Gorbatjov indvalgt i Sovjetunionens Øverste Sovjet.
Derefter blev han landbrugssekretær, og i 1980 opnåede han medlemskab i politbureauet. I den egenskab fik Gorbatjov det fulde ansvar for landets økonomi. Efter at først Jurij Andropov og derefter Konstantin Tjernenko var døde i henholdsvis 1984 og 1985, blev Gorbatjov udnævnt til partiets generalsekretær. Han indledte næsten øjeblikkeligt et omfattende politisk og økonomisk reformprogram under parolerne glasnost (åbenhed) og perestrojka (omstrukturering). Hans hensigt var at reformere systemet; det skulle bevares, ikke nedbrydes. Systemet var, ifølge ham, sådan set godt nok, men det skulle accelereres, og arbejdsdisciplinen skulle forbedres.
Samtidig med denne indsats på hjemmefronten arbejdede Gorbatjov for international afspænding og nedrustning. Han hjemkaldte de sovjetiske tropper fra Afghanistan i 1989, fik bragt ende på våbenkapløbet med USA (aftale i 1987), og slog fast, at der ikke ville blive brugt våbenmagt over for Østeuropas befolkning i 1989. For dette fik han Nobels Fredspris i 1990.
Efter et mislykket kupforsøg fra kommunistpartiets hårde kerne og et gennemført modkup fra reformfløjen under Boris Jeltsin var Gorbatjov politisk svækket. Han havde indført en række reformer til modernisering af økonomien, som privat ejendomsret, udenlandske investeringer og strejkeret; men disse resulterede kun i rationering og varemangel. "Det gamle system kollapsede, inden det nye fik begyndt at virke," sagde Gorbatjov selv. Den 25. december 1991 trak han sig formelt tilbage fra præsidentposten for en stat, som var opløst nogle uger forinden.
Gorbatjov var, med sine 54 år, ung og havde ny idéer til, hvordan Sovjetunionens økonomi skulle reddes fra de strukturproblemer, den var ude i. I modsætning til sine forgængere havde Gorbatjov en energisk og farverig karisma. Han talte direkte til folket og hørte på deres kommentarer og kritik. Han elskede at improvisere og forstod at udnytte det nye tv-medie. Han besøgte fabrikker og arbejdspladser og fik derved mindsket afstanden til folket. Han mestrede alle politikkens facetter, og med sin populistiske sans var han revolutionerende i sovjetisk sammenhæng.
Efter Sovjetunionens opløsning udviklede der sig en livlig politisk aktivitet, men der var ikke plads til ham. Han drev i stedet en privat konsulentvirksomhed i Moskva. Man har sagt om ham, at han sammen med folk som Nelson Mandela og Alexander Dubcek var én af "tilbagetrækningens helte". De har det til fælles, at de afstod fra at bruge vold, og i stedet valgte en langsom og besværlig tilbagetrækning fra deres magtpositioner.

## Trivia
Gorbatjov var gæst på Den 11. time på DR2 den 24. oktober 2007. Her fortalte han blandt andet, at han har valgt ikke at få gjort noget ved sit modermærke for at folk ikke skulle tro, han brugte sin tid på at forskønne sig selv i stedet for på det, der virkelig betyder noget. Han medbragte sin egen russisk-engelske tolk, Pavel Palasjtjenko, som han har kendt i 22 år.

## Historiske registreringer
- 18. august 1991 -Sovjetunionen kollapser. Præsident Michail Gorbatjov sættes i husarrest